# Подорожное (Стрыйская городская община)
Подорожное (укр. Подорожнє) — село в Стрыйской городской общине Стрыйского района Львовской области Украины.
Население по переписи 2001 года составляло 1134 человека. Занимает площадь 13 км². Почтовый индекс — 82450. Телефонный код — 3245.

## История
В 1946 году указом ПВС УССР село Баличи-Подорожные переименовано в Подорожное.